# 唐山遗址
唐山遗址，位于山东省淄博市桓台县唐山镇唐一村，是中华人民共和国山东省文物保护单位之一。
2006年12月7日，授予山东省文物保护单位，是一座古遗址。